# Stanisław Barcewicz

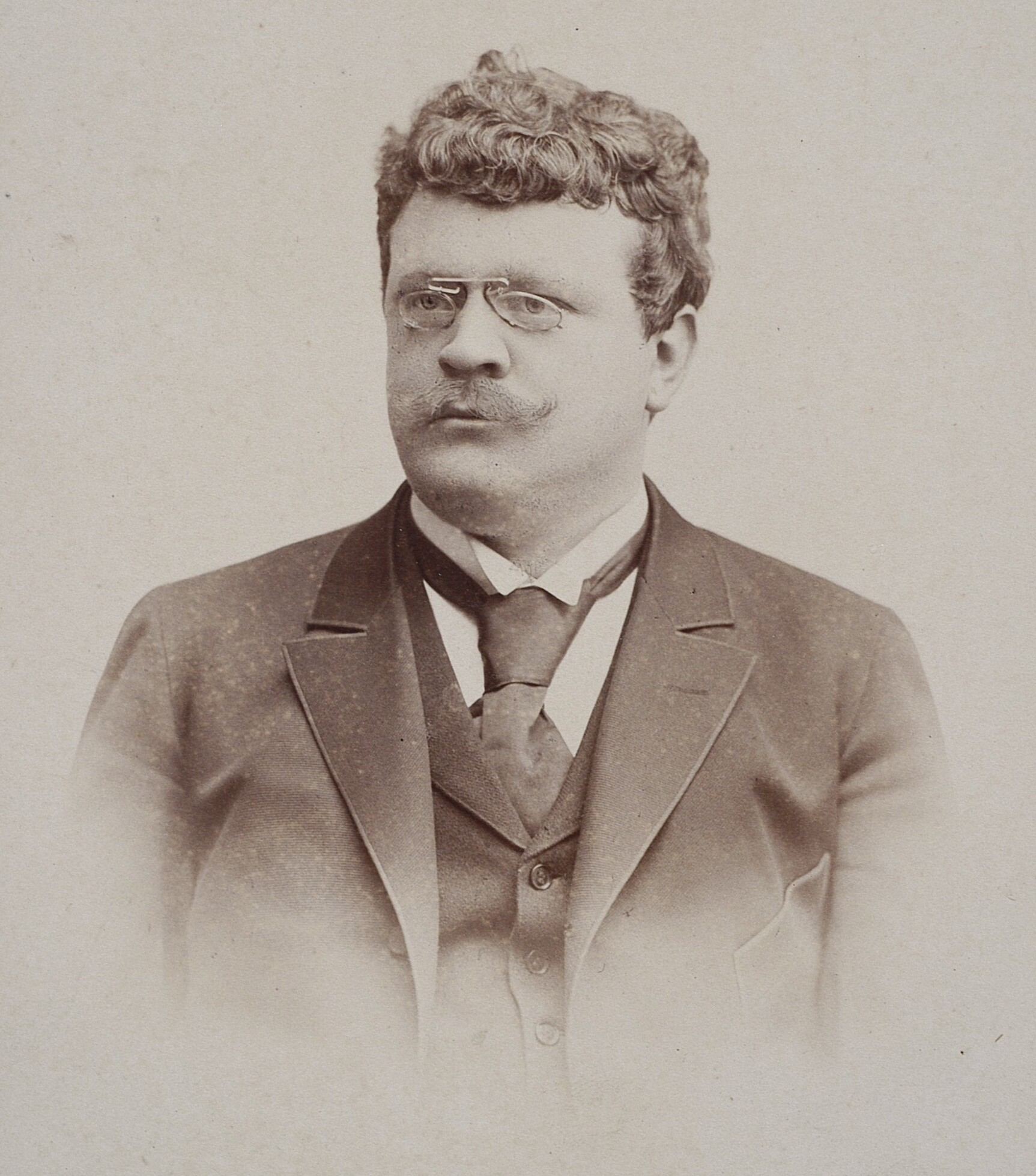
Stanisław Barcewicz

Stanisław Barcewicz (* 16. April 1858 in Warschau; † 1. September (nach anderen Angaben: 29. August) 1929 ebenda) war ein polnischer Geiger, Kammermusiker, Dirigent und Musikpädagoge.

## Leben
Barcewicz studierte Violine bei Apolinary Kątski und Władysław Górski am Musikinstitut in Warschau. Er setzte seine Ausbildung am Konservatorium der Kaiserlichen Russischen Musikgesellschaft in Moskau bei Ferdinand Laub und Jan Hřímalý fort und studierte Komposition bei Tschaikowski.
1876 schloss er seine Ausbildung mit einer Goldmedaille ab und begann eine Laufbahn als Violinvirtuose. Er trat in Paris, Leipzig, Hamburg, Berlin, Koblenz und London auf und unternahm Konzertreisen durch Dänemark, Schweden, Norwegen und Russland. Als Kammermusiker trat er häufig mit dem Pianisten Aleksander Michałowski auf und gründete 1892 ein Streichquartett, mit dem er bis zu seinem Tod hunderte Konzerte gab.
1885 wurde Barcewicz Konzertmeister im Orchester der Warschauer Oper, und 1886 debütierte er hier als Dirigent in Amilcare Ponchiellis Oper La Gioconda. Von 1893 bis 1909 war er Zweiter Dirigent der Warschauer Oper. Er leitete hier vor allem die Aufführung von Opern polnischer Komponisten, daneben dirigierte er auch Sinfoniekonzerte.
Ab 1886 unterrichtete Barcewicz am Warschauer Musikinstitut Violine und Bratsche, leitete eine Klasse für Kammermusik und die Orchesterschule des Instituts, dessen Direktor er von 1910 bis 1918 war. Zu seinen Schülern zählten u. a. Pjotr Stoljarski, Józef Ozimiński, Józef Jarzębski und Mieczysław Karłowicz, der ihm sein Violinkonzert A-Dur widmete.